# Handball Club Maasmechelen 65
Le HC Maasmechelen 65 est un club de handball belge, il est situé dans la ville de Maasmechelen en Province de Limbourg.

## Histoire
| Division   | nombres de saisons | Saisons              |
| ---------- | ------------------ | -------------------- |
| Division 1 | 2                  | 2003/2004, 2004/2005 |

Le HC Maasmechelen 65 fut fondé en 1965, il obtient ainsi le matricule 088.